# Canarana Airport
Canarana Airport är en flygplats i Brasilien.   Den ligger i kommunen Canarana och delstaten Mato Grosso, i den centrala delen av landet, 500 km nordväst om huvudstaden Brasília. Canarana Airport ligger 397 meter över havet.
Terrängen runt Canarana Airport är platt. Trakten runt Canarana Airport är nära nog obefolkad, med mindre än två invånare per kvadratkilometer..
Omgivningarna runt Canarana Airport är huvudsakligen savann.